# Муезинович, Исмет

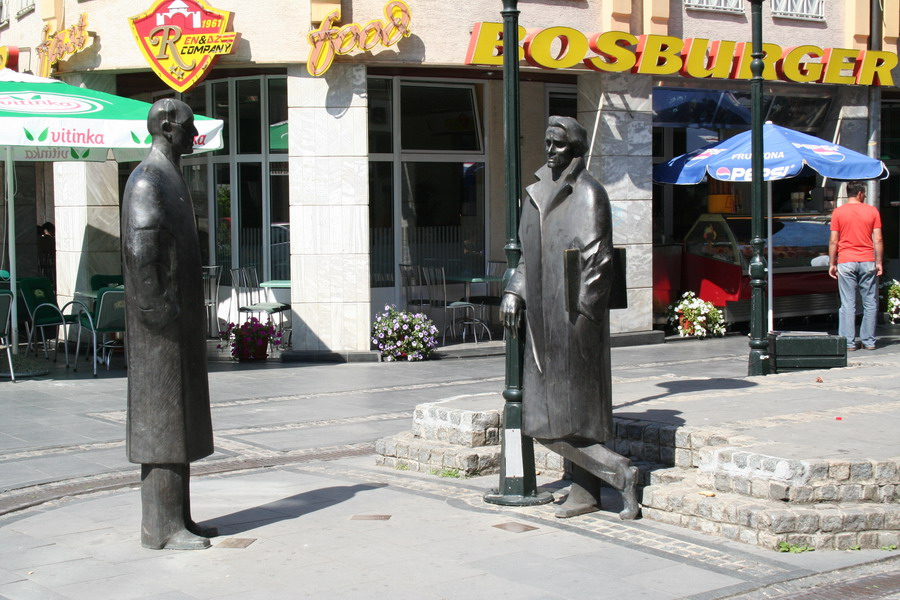
Памятник Исмету Муезиновичу и писателю Меше Селимовичу в Тузле

Исмет Муезинович (босн. Ismet Mujezinović; 2 декабря 1907, Тузла, Австро-Венгрия — 7 января 1984, там же, СФРЮ) — боснийский и югославский художник-график. Член Академии наук и искусств Боснии и Герцеговины.

## Биография
В 1929 году окончил Академию изящных искусств в Загребе. В дальнейшем специализировался в настенной живописи.
В 1931—1933 изучал историю искусства в Сорбонне. После возвращения из Франции на родину, с 1933 работал в академиях художеств Загреба и Сплита (с 1935). С 1936 постоянно жил в Сараево.
С 1941 г. — участник Народно-освободительной борьбы в Югославии.

## Творчество
Автор рисунков, акварелей, гравюр и картин. Создал ряд исторических полотен, в том числе, о борьбе народов Югославии с фашистами.
Первая персональная выставка состоялась в Сараево в 1926 году. В 1930 впервые выставил свои работы в Белграде.
Экспонировал свои картины в Югославии и за рубежом. Один из основателей Школы изящных искусств, группы художников «Artisticum» и Ассоциации художников Боснии и Герцеговины.